# Тихон (Рождественский)
Епископ Тихон (в миру Сергей Феофанович Рождественский; 21 сентября 1881, Новгород — 9 октября 1937, Ленинград) — епископ Русской православной церкви, епископ Череповецкий.

## Биография
Родился 21 сентября 1881 года в семье чиновника. Старший брат — протоиерей Анатолий Феофанович Рождественский (1877 — расстрелян 12 ноября 1937).
В 1904 году окончил Новгородскую духовную семинарию.
В 1914—1922 году — секретарь Новгородского епархиального архиерея.
30 апреля 1916 года пострижен в монашество с именем Тихон. 15 августа того же года рукоположён во иеромонаха.
До 1925 года священствовал в Новгородской епархии.
16 ноября 1925 года хиротонисан во епископа Демянского, викария Новгородской епархии.
В 1926 году арестован и выслан в Вологодскую губернию.
С 16 сентября 1927 года — епископ Великолуцкий и Торопецкий.
18 марта 1931 года был арестован. 12 ноября 1931 года приговорён к 3 годам лишения свободы за «контрреволюционную деятельность». Освободился в апреле 1934 года.
С 8 мая 1934 года — епископ Череповецкий (епархия самостоятельная).
В начале 1937 года (вероятно, в связи со снятием с регистрации в Череповце) переехал в Ленинград. С 4 марта 1937 года был настоятелем Князь-Владимирского собора. Проживал в здании храма.
27 августа 1937 года был арестован. 4 октября 1937 года был приговорён к расстрелу.
9 октября 1937 года приговор привели в исполнение. Захоронен в Левашовской пустоши Ленинградской области.